# Orthocladius reofilus
Orthocladius reofilus är en tvåvingeart som beskrevs av Linevich 1963. Orthocladius reofilus ingår i släktet Orthocladius och familjen fjädermyggor. Inga underarter finns listade i Catalogue of Life.